# Orgullo de Barcelona
El Orgullo de Barcelona (en catalán, Orgull de Barcelona), también llamado Pride Barcelona, es la manifestación que se celebra de forma anual en Barcelona, España, en conmemoración del Día Internacional del Orgullo LGBT. La marcha es organizada por la Asociación Catalana de Empresas para Gays y Lesbianas en colaboración con entidades reivindicativas.

## Antecedentes
La ciudad de Barcelona ha protagonizado los primeros precedentes en España de los actuales desfiles del orgullo. El primero de todos fue la Marcha de las Carolinas, que se desarrolló a principios de los años 30 debido a que varias revueltas y bombas de anarquistas destruyeron las vespasianas que frecuentaban las travestis de la época. La siguiente manifestación fue la Manifestación del orgullo gay de 1977, que fue organizada por el recién nacido Front d'Alliberament Gai de Catalunya y reunió a casi 5.000 personas, sin embargo, fue disuelta por la policía. Se le considera como el primer gran acto de visibilidad LGBT en España.
Finalmente, la primera manifestación legal de España fue la de Madrid del 25 de junio de 1978, que fue organizada por el Frente de Liberación Homosexual de Castilla.

## Historia
El evento se realizó por primera vez en el verano de 2008. La ruta de la manifestación transcurre por la Avenida del Paralelo y finaliza en la Plaza de Cataluña.
En 2019, Barcelona se presentó como candidata para celebrar el Europride de 2022 y compitió con Belgrado, Lisboa y Oporto, Dublín y Maspalomas por albergar el evento. Sin embargo, la ciudad elegida fue finalmente Belgrado. Ese mismo año, las 35 entidades que forman el comité organizador votaron vetar la carroza de Ciudadanos debido a su acercamiento al partido ultraderechista Vox.

### Lemas
- 2009: Por los derechos LGTBI
- 2010: Por la igualdad trans
- 2011: Por la salud y la igualdad
- 2012: Apoyo al matrimonio igualitario
- 2013: Por la ley contra la LGTBIfobia
- 2014: Por los derechos LGTBI
- 2015: Stop bullying LGTBI
- 2016: Personas trans
- 2017: Homofobia en el deporte
- 2018: Personas refugiadas LGTBI
- 2019: Familias LGTBI
- 2021: Contra el Estigma del VIH
- 2022: Lesbianas visibles y poderosas[9]
- 2023: El Orgullo de Nuestras Vidas
- 2024: Educación en diversidad sexoafectiva y de género: asignatura pendiente[10]